# Galleria (ingegneria)

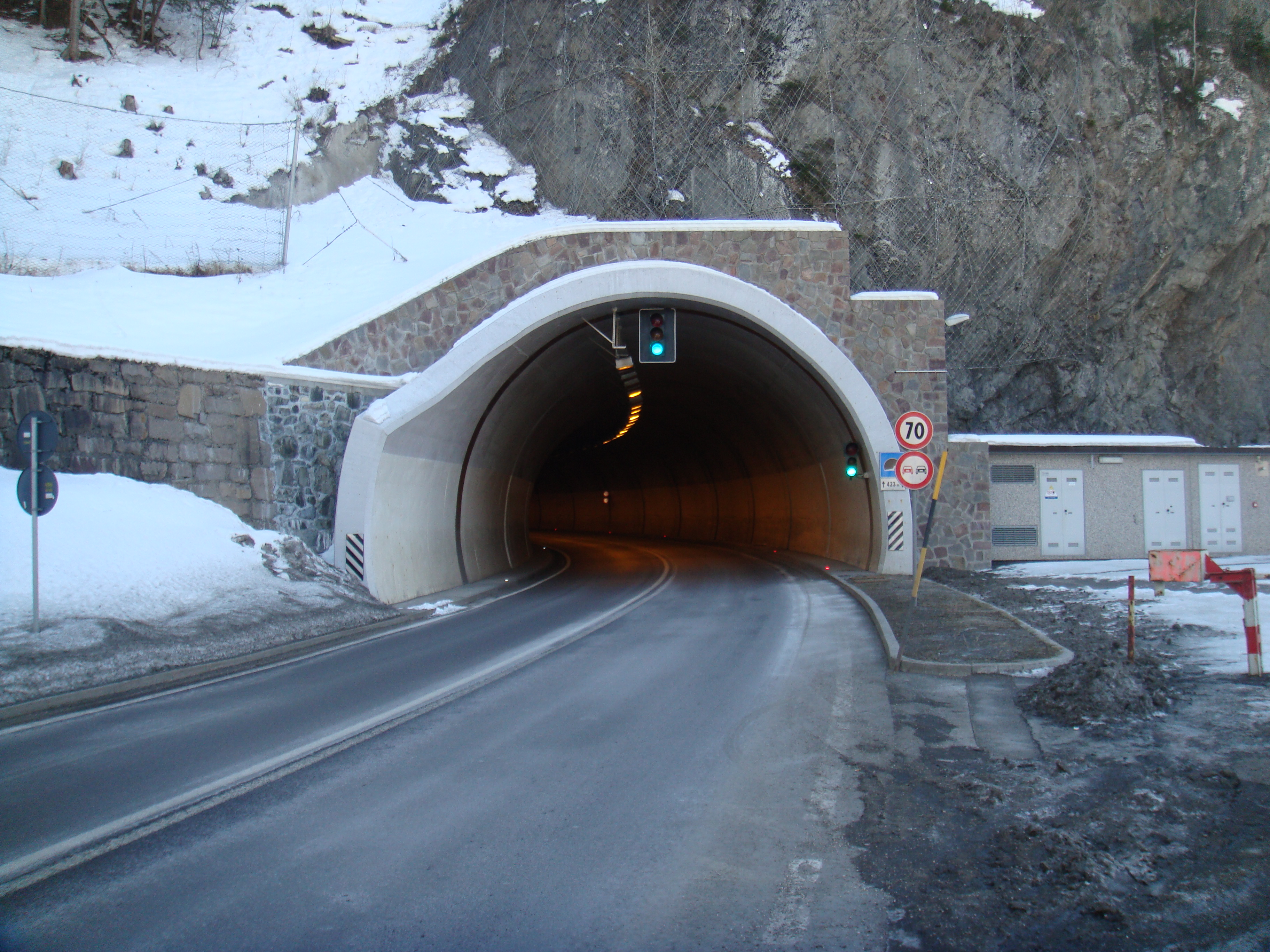
Imbocco di una galleria stradale

Nel campo dell'ingegneria civile, una galleria o tunnel (pronuncia [ˈtunnel]) è una perforazione del suolo approssimativamente orizzontale, nella quale domina la lunghezza sulle altre due dimensioni, e che mette in comunicazione due luoghi tra di loro.
Una galleria che attraversa un'altura è detta traforo. 

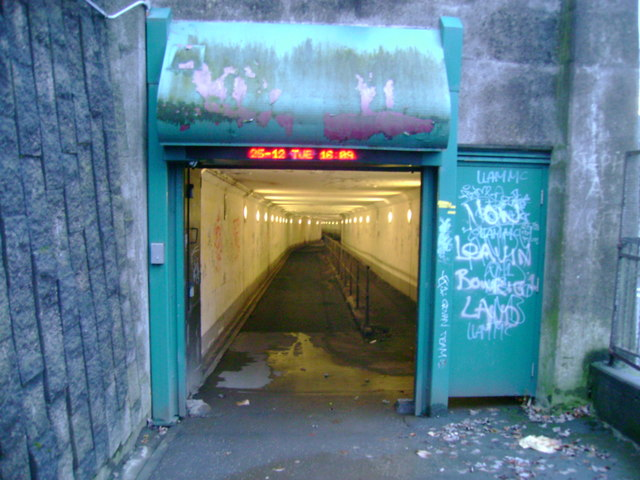
Ingresso di un tunnel pedonale

## Tipi
Le destinazioni d'uso principali di una galleria sono:
- Sottopassi o sottopassaggi raccordi viari che passano al di sotto di una zona urbana o di un'arteria stradale o ferroviaria per il transito di pedoni, ciclisti, autoveicoli e mezzi su rotaia come le metropolitane;
- Gallerie stradali per consentire il transito di veicoli attraverso rilievi montuosi o sotto aree già edificate;
- Gallerie ferroviarie per il traffico su rotaia; appartengono a questa categoria anche i sistemi di trasporto metropolitani;
- Tunnel sottomarini, (stradali/ferroviari) alternative a ponti e traghetti.
- Gallerie pedonali o ciclo pedonali per il transito esclusivo dei pedoni e/o dei ciclisti;
- Gallerie di comunicazione tra bacini idrografici vicini, per consentire il deflusso di acqua (per consumo o per le centrali idroelettriche);
- Gallerie minerarie per lo sfruttamento di miniere sotterranee;
- Gallerie per altri servizi come il passaggio di gasdotti, oleodotti, elettrodotti o sistemi fognari;
- Tunnel di contrabbando, scavati illegalmente per contrabbandare merci;

## Tecniche di realizzazione

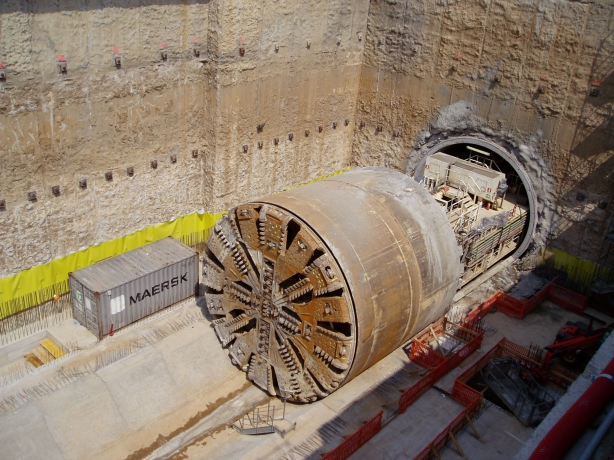
Scavo di galleria mediante fresa meccanica

Le principali tecniche di realizzazione di una galleria sono:
- Metodo tradizionale (drill & blast). Prevede l'utilizzo di sostanze esplosive (solitamente dinamite o tritolo), inserito all'interno di fori nel materiale da scavare. Ogni foro è collegato tramite miccia a un detonatore, che innesca l'esplosione. Una volta avvenuta l'esplosione vengono asportati all'esterno i detriti e le pareti vengono rifinite o lasciate "grezze". Con tale tecnica l'avanzamento giornaliero è di 3-8 metri.
- Scavo meccanizzato. Prevede l'impiego di una fresa meccanica a piena sezione (TBM) che può eseguire ogni tipo di operazione necessaria alla realizzazione della galleria, dallo scavo alla finitura. La fresa può essere anche la testa di un convoglio lungo centinaia di metri: questa scava, mentre una sala di controllo a bordo riceve informazioni dalle sonde per l'analisi del terreno e macchine poste lungo il convoglio ricoprono con conci prefabbricati in cemento per rendere stabile la galleria, mentre in coda un nastro trasportatore asporta i detriti. Tale macchina può avanzare in un giorno dai 10 ai 25 metri, dipendentemente dalla consistenza del materiale da scavare.
- Metodo cut and cover. Prevede lo scavo parzialmente o totalmente a cielo aperto partendo dalla realizzazione dei muri per poi passare a pavimentazione e soffitto, spesso in calcestruzzo. Il metodo è noto anche come "metodo Milano" perché fu usato con successo durante la costruzione della linea M1 della metropolitana di Milano.[2]
- Galleria artificiale. Simile al precedente, prevede che la galleria sia costituita da prefabbricati in cemento di forma circolare, quadrata o rettangolare, al posto del cemento colato.
- Metodo jet grouting. Prevede l'iniezione ad alta pressione di cemento nel terreno per rendere stabile e resistente il punto di scavo. Si procede scavando nel cemento solido.
- Metodo del congelamento. Prevede l'inserimento nel terreno di tubi verticali contenenti azoto liquido, per stabilizzare il terreno congelando l'acqua in esso contenuta. Successivamente si procede scavando nella terra congelata e ricoprendo le pareti della galleria creata con conci di cemento. Alla fine del processo, il terreno si scongela naturalmente.[2]Costruzione di una galleria della Metropolitana di Milano con metodo cut and cover.

Costruzione di una galleria della Metropolitana di Milano con metodo cut and cover.